# Instituut voor Wetenschap van Tokio
Het Instituut voor Wetenschap van Tokio (Japans: 東京科学大学, Romaji: Tōkyō Kagaku Daigaku), vaak afgekort tot Science Tokyo, is een universiteit in de Japanse stad Tokio. Het is het grootste nationale instituut in Japan voor wetenschap en technologie, en wordt beschouwd als een van de meest prestigieuze universiteiten in Japan.
Het werd opgericht op 1 oktober 2024 door de fusie van Instituut voor Technologie van Tokio (Tokyo Tech) en Medische en tandheelkundige universiteit van Tokio (TMDU).

## Campus
Science Tokyo heeft zes campussen in de regio Groot-Tokio, drie van de voormalige Tokyo Tech (Ookayama, Suzukakedai en Tamachi) en drie van de voormalige TMDU (Yushima, Kokufudai en Surugadai).

## Scholen en divisies

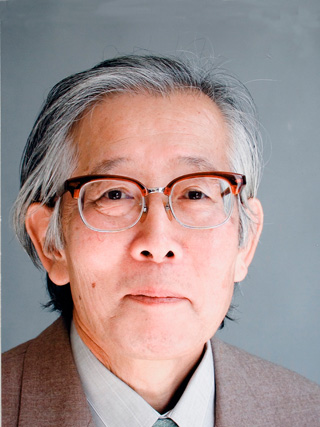
Hideki Shirakawa, Nobelprijs voor de scheikunde 2000

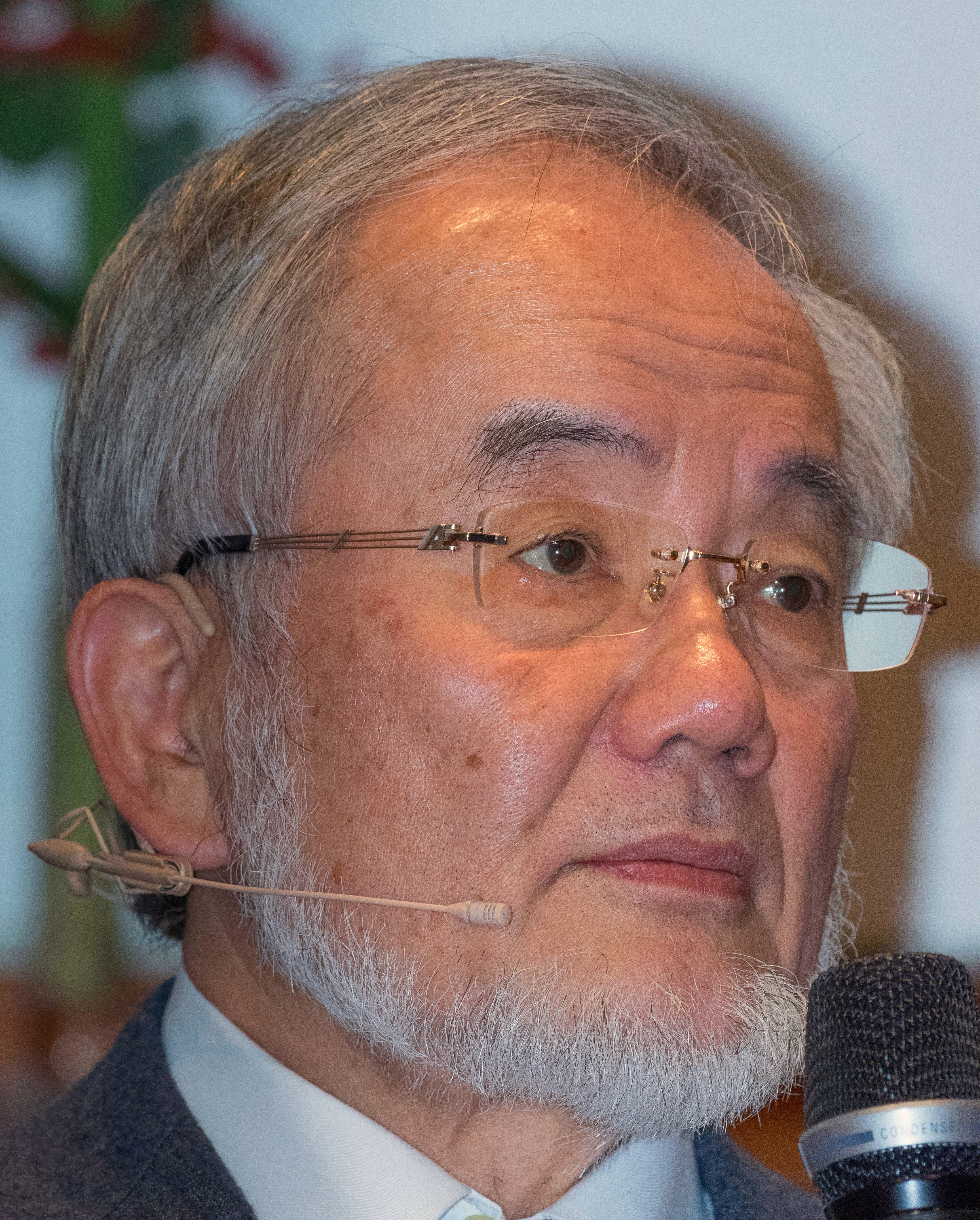
Yoshinori Ohsumi, Nobelprijs voor de Fysiologie of Geneeskunde 2016

### Afdeling Wetenschap en Techniek
- Wetenschapsschool
- Technische school
- School voor technologie en chemische materialen
- School voor computerwetenschappen
- School voor levenswetenschappen en technologie
- School voor Milieu en Maatschappij

### Afdeling Medische en Tandheelkundige Wetenschappen
- Medische school
- Faculteit Tandheelkunde
- Instituut voor Liberale Kunsten
- Hogere School voor Medische en Tandheelkundige Wetenschappen
- Graduate School voor Gezondheidswetenschappen